# Sébastien Flute
Sébastien Flute (n. 25 martie 1972, Brest, Franța) este un arcaș ce a reprezentat Franța, medaliat olimpic. A participat la 3 ediții ale Jocurilor Olimpice (1992, 1996, 2000) în care a câștigat o medalie de aur.